# Paths, Prints
Paths, Prints è un album in studio del sassofonista norvegese Jan Garbarek, pubblicato nel 1982.

## Tracce
Side 1
1. The Path – 7:11
2. Footprints – 10:06
3. Kite Dance – 5:35
4. To B.E. – 3:10

Side 2
1. The Move – 6:39
2. Arc – 5:01
3. Considering the Snail – 6:30
4. Still – 6:18

## Formazione
- Jan Garbarek – sassofono tenore, sassofono soprano, flauto, percussioni
- Bill Frisell – chitarra
- Eberhard Weber – basso
- Jon Christensen – batteria, percussioni